# Zajezierze (powiat sztumski)
Zajezierze (dawniej niem. Hintersee) – wieś w Polsce położona w województwie pomorskim, w powiecie sztumskim, w gminie Sztum.
Wieś szlachecka położona była w II połowie XVI wieku w województwie malborskim. W latach 1975–1998 miejscowość należała administracyjnie do województwa elbląskiego.

## Zabytki
- Dwór Wilczewskich, zbudowany w II połowie XVIII wieku; parterowy z wystawką na osi i alkierzami frontowymi, otoczony parkiem. Późniejsza własność rodziny Donimirskich, polonijnych działaczy. To właśnie na ich zaproszenie w dworku zagościł Stefan Żeromski, Jan Kasprowicz i Władysław Kozicki, w ramach akcji plebiscytowej na Powiślu[4].

Inne miejscowości o nazwie Zajezierze: Zajezierze